# Clase (cerámica griega)
En el estudio de la pintura griega de vasos, el término clase se refiere a los vasos que pertenecen al mismo tipo debido a su forma, en oposición a un grupo definido por la afiliación estilística.